# François-Xavier Demaison
Pour les articles homonymes, voir Demaison.
François-Xavier Demaison, né le 22 septembre 1973 à Asnières-sur-Seine, est un humoriste et acteur français.
Après des débuts sur scène, il est révélé en 2008 au cinéma grâce au biopic Coluche : L'Histoire d'un mec, pour lequel il reçoit une nomination aux Césars 2009 dans la catégorie « meilleur acteur ». Il se distingue en 2011 dans les premiers rôles de la romance La Chance de ma vie et de la satire Moi, Michel G., milliardaire, maître du monde. Mais ses projets les plus remarqués sont la comédie dramatique Comme des frères d'Hugo Gélin (2013) et Le Petit Nicolas (2009) où il prête ses traits au personnage du Bouillon.

## Biographie

### Jeunesse et formation
François-Xavier Toussaint Demaison est le fils de Jack Demaison, originaire de Montluçon,, et Florence Ghisoni, corse, originaire de Saint-Florent. Tous deux sont avocats : son père est spécialisé dans le droit des sociétés et sa mère dans le droit social. Ils le prénomment François-Xavier en hommage à son arrière-grand-père, instituteur dans la Creuse. Dès son plus jeune âge, François-Xavier est fasciné par la comédie. Il a un frère cadet, Thibault, et deux sœurs, Laetitia et Céline, elles aussi dans le droit.
Élève à Sainte-Croix de Neuilly, il obtient son bac B. Il rentre ensuite en classes préparatoires littéraires au lycée Pasteur de Neuilly-sur-Seine. Devenu étudiant, il suit la classe libre du Cours Florent tout en menant de front des études universitaires (maîtrise de droit et maîtrise de sciences politiques en 1995 à l'Université Paris-Nanterre). Son entrée en deuxième année à l'Institut d'études politiques (IEP) de Paris, section éco-finance, coïncide avec l'abandon de ses cours de comédie. Il déclare par la suite : « Ma vocation première était le théâtre. Mais par peur, par lâcheté, pour rassurer mes parents qui me conseillaient d'être raisonnable, j'y avais renoncé ». Sorti diplômé en 1998, il commence sa carrière comme auditeur avant de rejoindre Landwell & Associés (cabinet d'avocats de PricewaterhouseCoopers PWC), dans le domaine de la fiscalité internationale, qui l'envoie en mission à son bureau de New York en août 2001. Plutôt bien noté, il est assez rapidement promu manager.

### Débuts sur les planches (2001-2007)
Le 11 septembre 2001, il assiste aux attentats du World Trade Center depuis un bureau à Manhattan où il effectue un stage. Sous le poids de l’événement, il abandonne cette voie toute tracée et revient à son ancien amour, le théâtre. Il reprend contact avec d'anciens professeurs qui l'aident à mettre en scène son spectacle Deuxième Acte, auquel il consacre ses 5 000 euros d'économies. Il présente une première mouture de cette pièce pour un acteur et vingt personnages à 800 invités en showcase au théâtre du Gymnase le 2 décembre 2002.
Assistant à ce showcase, le comédien Samuel Le Bihan produit son spectacle qui tient l'affiche, dans une version plus resserrée au théâtre Déjazet et au théâtre du Rond-Point, où un agent le repère. Parallèlement, il travaille la journée chez PWC, n'en démissionnant que le 15 décembre 2003. Samuel Le Bihan lui présente Mickael Quiroga, son futur co-auteur attitré. Le spectacle rebaptisé A story pour les gens qui believe in dreams, l'histoire de François « qui ne veut plus perdre sa vie à la gagner », se poursuit avec succès en 2005 au théâtre du Petit Mathurin (où il se joue à guichets fermés pendant cinq mois), au théâtre du Petit Montparnasse, à la Gaîté-Montparnasse en 2006, ainsi que dans certaines villes de France.
François-Xavier Demaison débute à l'écran avec de la figuration grâce au hip-hop : dans le clip de l'artiste Kool Shen L'avenir est à nous avec Dadoo et Rohff (premier rôle tenu par Tchéky Karyo) ; puis dans celui de Kayliah Belly Dance avec Pegguy Tabu (clip réalisé par John Gabriel Biggs), en tant qu'homme de ménage. Parallèlement, il tient des petits rôles au cinéma : les comédies Tout pour plaire de Cécile Telerman, Olé ! de Florence Quentin (2005) et L'Auberge rouge de Gérard Krawczyk (2007).

### Révélation sur grand écran (2006-2008)
En mars 2007, Demaison rejoint sur scène François Berléand et Maruschka Detmers pour la pièce L'Arbre de joie au théâtre de la Gaîté-Montparnasse. Il est repéré par France Inter et devient chroniqueur dans l'émission Le Fou du roi de Stéphane Bern. Ce dernier le propulse ensuite dans son émission Samedi pétantes sur Canal+.
Mais c'est l'année 2008 qui lui permet d'accéder à la révélation critique : Antoine de Caunes le choisit pour prêter ses traits à Coluche dans le biopic Coluche : L'Histoire d'un mec. Pour sa prestation, l'acteur reçoit une nomination au César du meilleur acteur
en 2009.

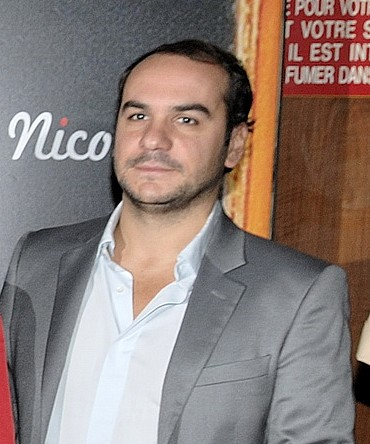
L'acteur à l'avant-première du Petit Nicolas, en septembre 2009.

La même année, il apparaît dans deux autres succès : la comédie potache Disco de Fabien Onteniente, puis l'acclamée comédie dramatique Le Premier Jour du reste de ta vie de Rémi Bezançon.

### Progression (2009-2012)

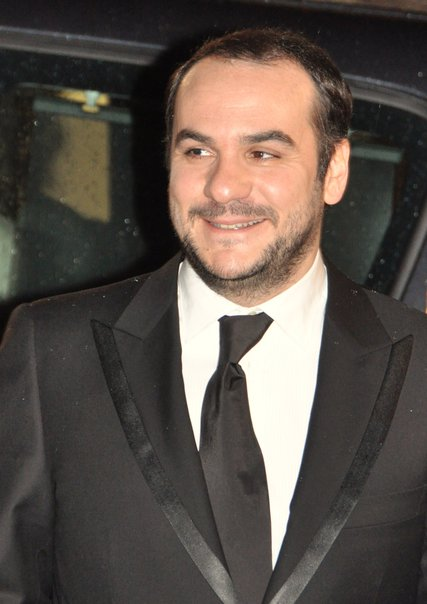
François-Xavier Demaison à la des César en 2010.

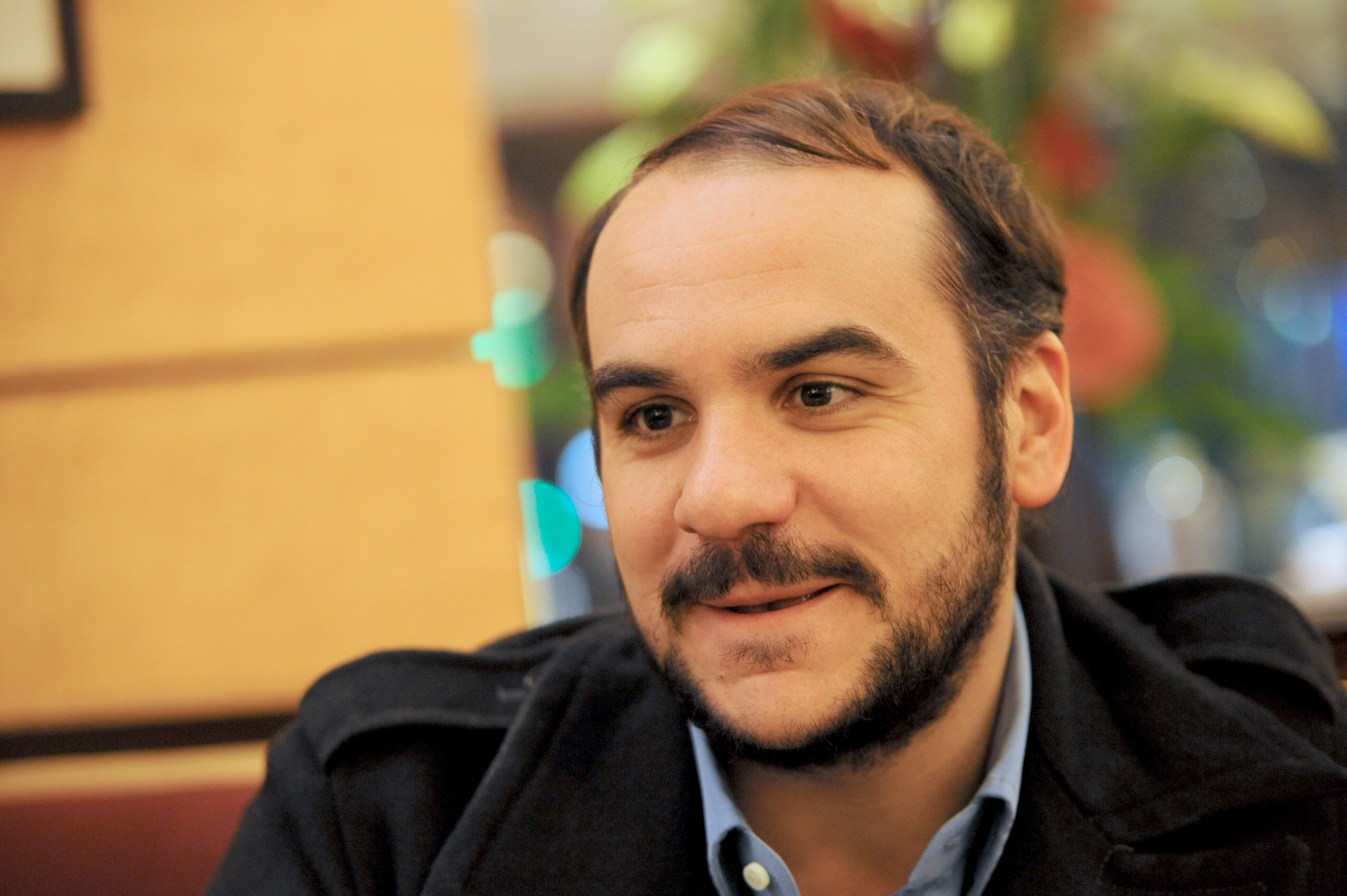
François-Xavier Demaison, le 21 janvier 2010 à Paris.

En 2009, François-Xavier Demaison se voit confier des rôles dans des comédies populaires tendres et familiales : Tellement proches d'Éric Toledano et Olivier Nakache, Neuilly sa mère ! de Gabriel Julien-Laferrière et surtout Le Petit Nicolas de Laurent Tirard où il prête ses traits au Bouillon, le surveillant général. Enfin, elle évolue dans la comédie dramatique Divorces de Valérie Guignabodet. La même année, il devient parrain des associations Le Rire médecin et L'Enfant Bien Entendu.
L'année 2010 il passe au drame : il évolue aux côtés de Benoît Magimel  dans le thriller d'action Sans laisser de traces de Grégoire Vigneron. Il est aussi à l'affiche de  La Tête en friche de Jean Becker.
En 2011, c'est par la comédie qu'il tente de s'imposer en tête d'affiche : d'abord avec la romance franco-belge La Chance de ma vie de Nicolas Cuche, où il est face à Virginie Efira. Puis surtout en jouant le rôle-titre de la satire Moi, Michel G., milliardaire, maître du monde de Stéphane Kazandjian. À la télévision, il participe à deux épisodes de la série télévisée Fais pas ci, fais pas ça alors dans sa saison 4. La même année, il fait une petite apparition dans le film choral 360, une co-production internationale de Fernando Meirelles.
L'année suivante, ses rôles sont moins exposés : d'abord en intégrant la distribution principale de la comédie potache Il était une fois, une fois de Christian Merret-Palmair ; puis en évoluant aux côtés de Nicolas Duvauchelle et Pierre Niney dans la comédie dramatique Comme des frères de Hugo Gélin.

### Télévision et production
Il se fait plus rare par la suite : en 2013, il joue un avocat pour la comédie populaire Paris à tout prix, première réalisation de la comédienne Reem Kherici. Et en 2014, il endosse de nouveau le costume du Bouillon pour la suite Les Vacances du Petit Nicolas toujours sous la direction de Laurent Tirard. Et enfin en 2015, il tient l'un des rôles masculins de la comédie de femmes Arrête ton cinéma ! de Diane Kurys.
Parallèlement, en 2015, il décroche son premier rôle régulier à la télévision, avec leque il revient à un registre dramatique : le commissaire Molina dans la mini-série thriller de France 2, Disparue, développée par Charlotte Brändström.
Le 30 décembre 2015, il est  animateur star de l'émission Les Copains d'abord chantent Piaf sur France 2.
En 2016, il revient dans un rôle dramatique : celui d'un courtier dans le biopic L'Outsider de Christophe Barratier, retraçant le parcours de Jérôme Kerviel. Puis il partage l'affiche de la comédie satirique Les Têtes de l'emploi avec Franck Dubosc et Elsa Zylberstein. Dans le cadre de la promotion du film, il participe à l'émission « Les Recettes Pompettes » avec Monsieur Poulpe.
Le 28 août 2017, pour les quinze ans de D'Art d'Art !, il présente le programme court sur France 2.
Enfin, il s'investit dans la production à travers les sociétés B2Films et Bitou Productions avec le film documentaire Mon maître d'école, réalisé par la journaliste Émilie Thérond. Pour 2017, il joue dans la comédie dramatique Comment j'ai rencontré mon père de Maxime Motte, où il donne la réplique à Isabelle Carré, et dans la comédie Jour J, second essai de Reem Kherici. En 2018, sortent trois de ses films : Normandie nue, Tout le monde debout et Neuilly sa mère, sa mère !. En 2019, il tient la tête d'affiche de All Inclusive en compagnie de Franck Dubosc. En 2020, il apparait dans Divorce Club suivi de Connectés.
Il continue à jouer au cinéma. En 2023, il incarne dans La Syndicaliste le rôle d'un syndicaliste cadre, Jean-Paul Bachmann, l'ami et collègue de Maureen Kearney, lanceuse d'alerte,. Le film fait l'objet d'un débat avec la Maison des lanceurs d'alerte et les cadres CFDT d'Areva.
A partir de 2023, il est l'acteur principal dans la série Le Négociateur, dans le rôle de l'ancien négociateur de la Brigade de recherche et d'intervention (BRI) reprenant du service.

### Vie privée
Marié une première fois, il divorce au moment de son changement de vie après les attentats du 11 septembre. Il reconstruit un couple avec son attachée de presse, Emmanuelle, épousée en 2010. Ils ont une fille, Sasha, née en 2007. Ils se séparent au bout de douze ans de vie commune. Début 2016, il rencontre la Perpignanaise Anaïs Tihay, qui travaille dans l'événementiel. En mai 2016, ils officialisent leur relation. Le 7 juin 2019, ils se marient au château de Valmy à Argelès-sur-Mer.
Par ailleurs, il possède (avec Dominique Laporte) le domaine viticole de Mirmanda situé en Catalogne française.
En septembre 2022, sa femme Anaïs donne naissance à une fille prénommée Louise.

## Parrainage et engagements

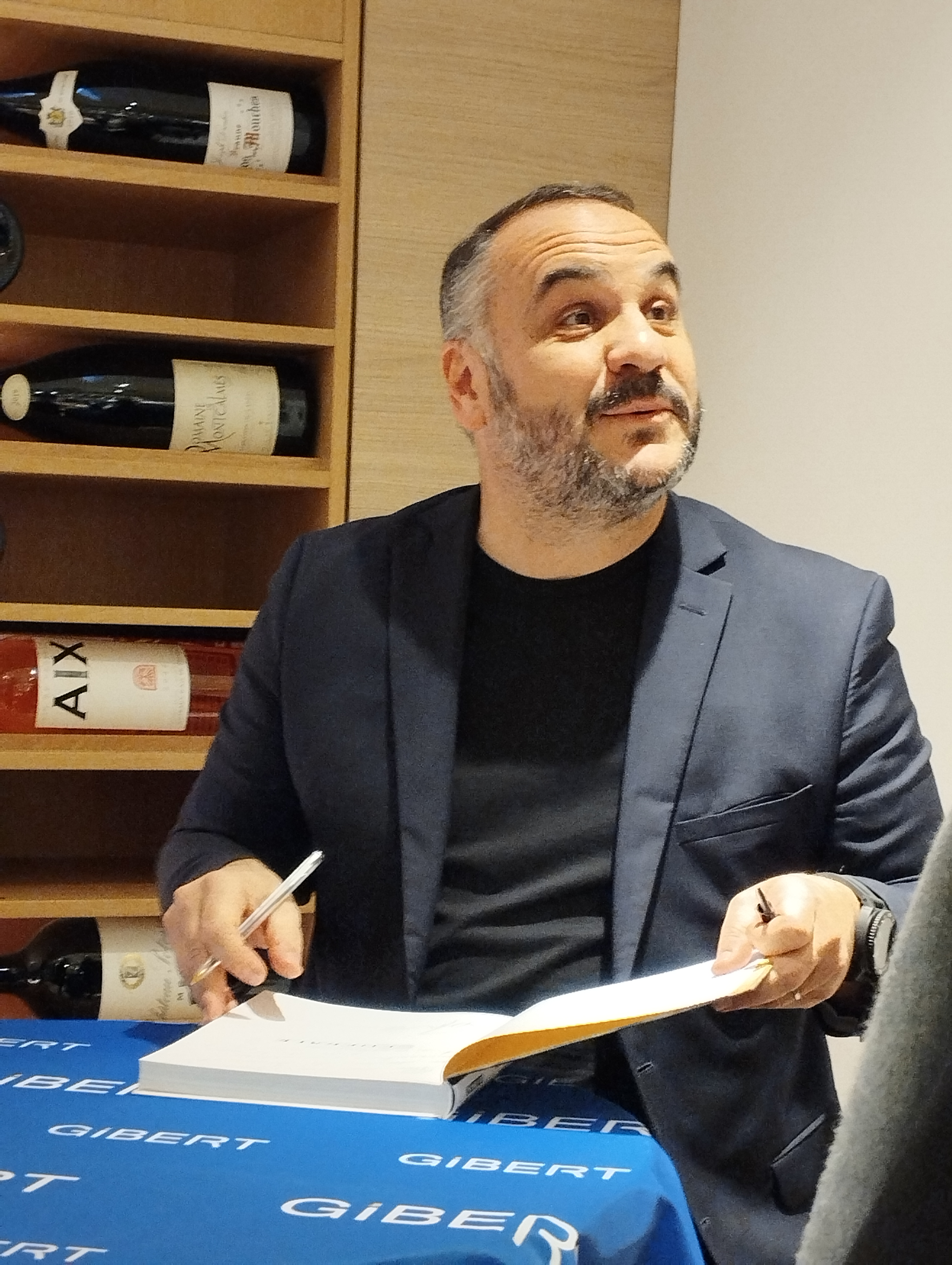
François-Xavier Demaison en dédicace à Gibert Joseph en novembre 2023.

François-Xavier Demaison parraine Handigrafik, association loi de 1901 dont les membres sont essentiellement des personnes valides et handicapées qualifiées dans le multimédia et l’édition, ainsi que l'association Le Rire médecin, association loi de 1901 dont la vocation est de faire sourire et s'évader les enfants hospitalisés à travers les spectacles personnalisés de clowns professionnels.
Il parraine une troupe d'humoristes belge, le Kings of Comedy. Il est le parrain de l'association l'Enfant Bien Entendu Normandie et de l'Association européenne contre les leucodystrophies (ELA).
Il est également parrain de l’ECM à Besançon pour l'année 2023-2024.
En 2025, il participe au spectacle Les Enfoirés au profit des Restaurants du Cœur .

## Filmographie

### Cinéma
- 2005 : Tout pour plaire, de Cécile Telerman : agent immobilier
- 2005 : Olé !, de Florence Quentin : un chauffeur
- 2007 : L'Auberge rouge, de Gérard Krawczyk : Simon Barbeuf
- 2008 : Ça se soigne ?, de Laurent Chouchan : Philippe Barrois
- 2008 : Disco, de Fabien Onteniente : Guillaume Navarre
- 2008 : Le Premier Jour du reste de ta vie de Rémi Bezançon : le docteur Marcaurel
- 2008 : 48 heures par jour de Catherine Castel : l’animateur TV
- 2008 : Coluche : L'Histoire d'un mec, d’Antoine de Caunes : Coluche
- 2008 : Musée haut, musée bas de Jean-Michel Ribes : le responsable accueil
- 2009 : Tellement proches, d'Éric Toledano et Olivier Nakache : Jean-Pierre
- 2009 : Neuilly sa mère ! de Gabriel Julien-Laferrière : Père Dinaro
- 2009 : Le Petit Nicolas, de Laurent Tirard : « le bouillon » (le surveillant général)
- 2009 : Divorces de Valérie Guignabodet : Alex
- 2010 : Sans laisser de traces de Grégoire Vigneron : Patrick Chambon
- 2010 : La Tête en friche de Jean Becker : Gardini
- 2011 : La Chance de ma vie de Nicolas Cuche : Julien Monnier
- 2011 : Moi, Michel G., milliardaire, maître du monde de Stéphane Kazandjian : Michel Ganiant
- 2011 : Nicostratos le pélican d'Olivier Horlait : Aristote
- 2011 : Beur sur la ville de Djamel Bensalah : Picolini
- 2012 : Il était une fois, une fois de Christian Merret-Palmair : Willy Vanderbroek
- 2012 : 360 de Fernando Meirelles : un chauffeur de taxi
- 2012 : Comme des frères de Hugo Gélin : Boris
- 2013 : Paris à tout prix de Reem Kherici : l'avocat
- 2014 : Les vacances du Petit Nicolas de Laurent Tirard : « le bouillon » (le surveillant général)
- 2015 : Arrête ton cinéma ! de Diane Kurys : Jack
- 2016 :  L'Outsider de Christophe Barratier : Fabien Keller
- 2016 : Les Têtes de l'emploi d'Alexandre Charlot et Franck Magnier : Thierry
- 2017 : Jour J de Reem Kherici : Ben
- 2017 : Comment j'ai rencontré mon père de Maxime Motte : Eliott Berthet
- 2018 : Normandie nue de Philippe Le Guay : Thierry Levasseur
- 2018 : Tout le monde debout de Franck Dubosc : curé de Lourdes
- 2018 :  Neuilly sa mère, sa mère ! de Gabriel Julien-Laferrière : Père Dinaro
- 2019 : All Inclusive de Fabien Onteniente : Bruno
- 2019 : Ni une ni deux d'Anne Giafferi : Jean-Pierre
- 2020 : Divorce Club de Michaël Youn : Patrick
- 2020 : Connectés de Romuald Boulanger : Yann
- 2022 : Le Temps des secrets de Christophe Barratier : Oncle Jules
- 2022 : Hommes au bord de la crise de nerfs d'Audrey Dana : Antoine
- 2022 : Champagne ! de Nicolas Vanier : Jean
- 2023 : La Syndicaliste de Jean-Paul Salomé : Jean-Pierre Bachmann
- 2023 : La Tête dans les étoiles d'Emmanuel Gilibert

### Télévision
- 2005 : Télé Z (série de pub TV) de John Gabriel Biggs : plusieurs personnages de sa pièce
- 2011 : Fais pas ci, fais pas ça (deux épisodes de la saison 4) : Jean-Pierre Bouley
- 2015 : Disparue, mini série réalisée par Charlotte Brändström : Commissaire Molina
- 2015 : Les Copains D'Abord chantent Piaf : animateur star
- 2017 : Quadras, série créée par Mélissa Drigeard et Vincent Juillet : Alex
- 2019 : Pour Sarah de Frédéric Berthe : Luc
- 2021 : Le Grand Restaurant : Réouverture après travaux de Romuald Boulanger
- 2021 : La Traque d'Yves Rénier : Commissaire Yann Declerck
- 2021 : À mon tour de Frédéric Berthe : Félix de Ponte
- 2022 : Tous Inconnus de Nicolas Hourès : Lui-même
- 2023 : Le Nouveau de Ludovic Colbeau-Justin : Alexis
- 2023-2025 : Le négociateur d'Arnauld Mercadier : Antoine Clerc
- 2024 : Benoît Gênant Officiel (Saison 1 Episodes 5, 6 et 7) : lui-même
- 2024 : Père Noël à domicile de Manu Joucla : Frère de Shirley
- 2024 : Panique au 31 de Gaël Leforestier : Didier
- 2025 : Un Noël sans fin de Philippe Dajoux : Ludo

### Clips
En 2005, il apparaît dans le clip de Kayliah Belly Dance, dans le rôle d'un agent de nettoyage et dans le clip de Kool Shen L'Avenir est à nous dans le rôle d'un producteur de musique malmené par un policier joué par Tchéky Karyo.

### Producteur
- 2016 : Mon maître d'école d'Émilie Thérond

## Doublage
- 2011 : Émilie Jolie de Francis Nielsen et Philippe Chatel : Chef Lapin
- 2012 : Zarafa de Rémi Bezançon et Jean-Christophe Lie : Malaterre
- 2012 : Les Mondes de Ralph de Rich Moore : Ralph La Casse
- 2013 : Hubert et Takako, réalisé par Hugo Gittard et produit par Xilam : Hubert
- 2017 : Coco de Lee Unkrich : Mariachi
- 2019 : Ralph 2.0 de Rich Moore et Phil Johnston : Ralph La Casse
- 2021 : Encanto : La Fantastique Famille Madrigal : Osvaldo
- 2026 : Astérix : Le Royaume de Nubie : Obélix

## Théâtre

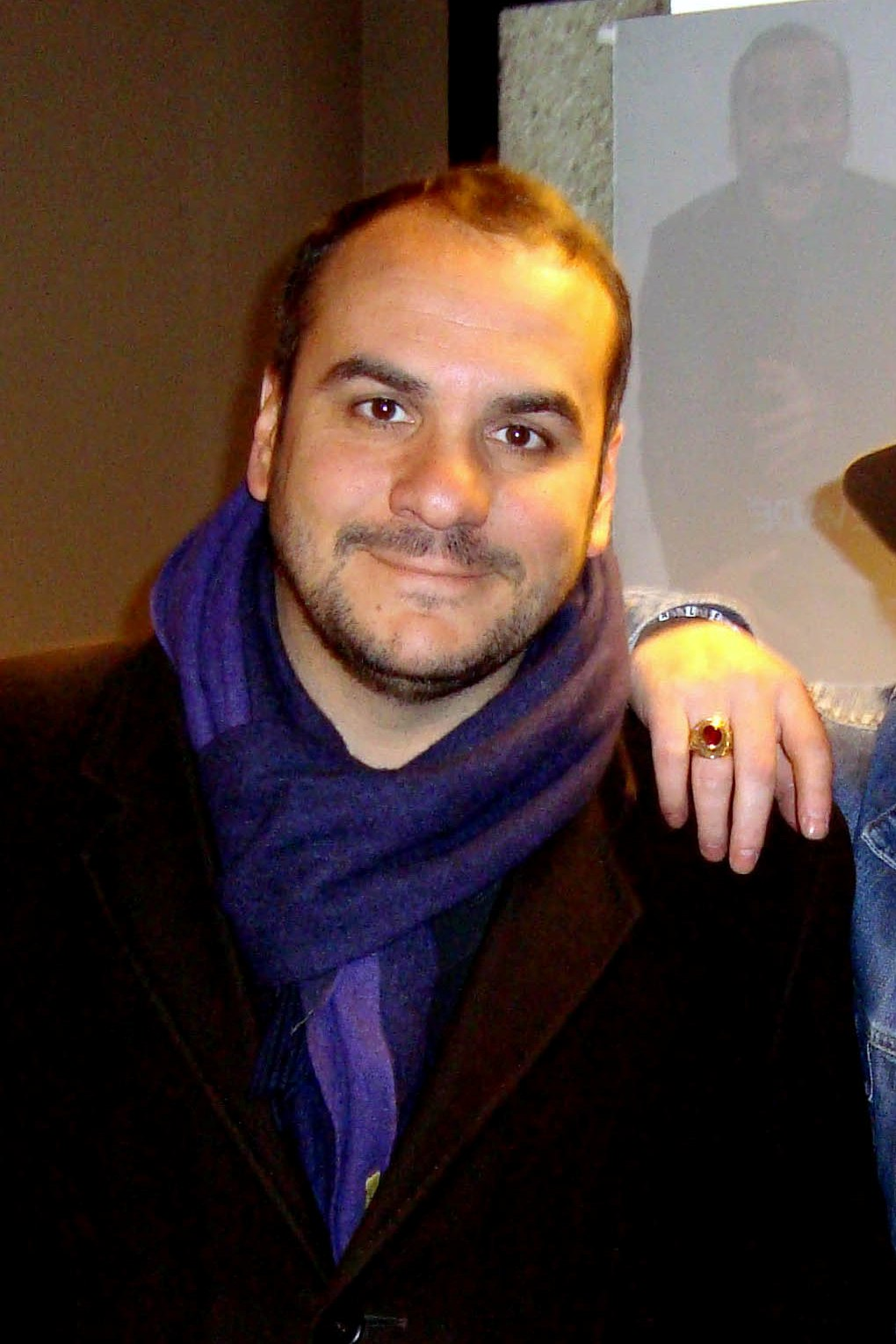
François-Xavier Demaison en mars 2012 au théatre pour "Demaison s'évade".

- 2005 : A story pour les gens qui believe in dreams d'Éric Théobald, François-Xavier Demaison, Samuel Le Bihan, Mickaël Quiroga, mise en scène Éric Théobald, Théâtre des Mathurins
- 2007 : Demaison s'envole de Samuel Le Bihan, Mickaël Quiroga, Éric Théobald, mise en scène Éric Théobald, Casino de Paris
- 2007 : L'Arbre de joie de Louis-Michel Colas et David Khayat, mise en scène Christophe Lidon, Théâtre de la Gaîté-Montparnasse
- 2011 : Demaison s'évade de François-Xavier Demaison, Mickaël Quiroga, Samuel Le Bihan, Éric Théobald, mise en scène Éric Théobald, Théâtre de la Gaîté-Montparnasse
- 2020 : Par le bout du nez de Matthieu Delaporte et Alexandre De La Patellière, mise en scène Bernard Murat, théâtre Antoine
- 2024 : La Famille de Samuel Benchetrit, mise en scène de l'auteur, théâtre Edouard VII

## Radio
- Les Grosses Têtes.

## Publications
- Tournée générale : ma route des vins, Éditions Michel Lafon, 2023[16],[17].

## Distinctions

### Nomination
- César 2009 : César du meilleur acteur pour Coluche : L'Histoire d'un mec

### Décoration
- Chevalier de l'ordre du Mérite agricole (2024)[18]
- Chevalier de l'ordre des Arts et des Lettres (2019)[19]